# Evrei sefarzi
Sefarzii sunt evreii de rit spaniol ce au emigrat la sfârșitul secolului al XV-lea din Spania și Portugalia în nordul Africii, în Italia, în Orientul Apropiat, în peninsula Balcanică și în sudul României actuale, ulterior în Anglia, Olanda și America. Actul care a dus la expulzarea evreilor din Peninsula Iberică a fost Decretul de la Alhambra din 1492.

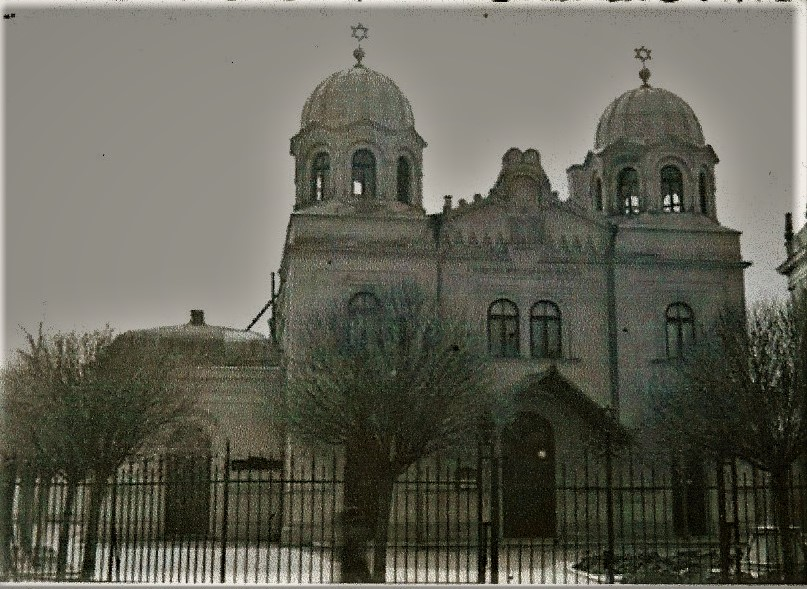
Cahal Grande din București, sinagogă sefardă demolată în 1985.

Au vorbit vreme de sute de ani limba ladino sau iudeo-spaniola, bazată pe limba castiliană veche.
Recunoașterea oficială a obștei evreilor sefarzi în Țara Românească a avut loc în 1730 prin întărirea dată de domnitorul muntean Nicolae Mavrocordat către sfetnicii săi Daniel Fonseca și Menteș Bally. Din 1865 există Cimitirul evreiesc Sefard din București.